# Pontiac T1000
La T1000 è un'autovettura subcompact prodotta dalla Pontiac dal 1981 al 1986. Dal 1984 il modello cambiò nome in 1000, mentre in Canada era conosciuto come Acadian. Era basata sul pianale T della General Motors, ed al momento del lancio sostituì la Sunbird nel ruolo di vettura più economica della Pontiac. La Sunbird, fu in seguito reintrodotta, ma in una categoria differente. La vettura omologa della T1000, la Chevrolet Chevette, fu il modello di piccole dimensioni più venduto negli Stati Uniti nel 1979 e nel 1980.

## Storia

### Il contesto
La prima auto basata sul pianale T, una Chevette berlina due porte, fu lanciata in Brasile nel 1973. Questa Chevette brasiliana incluse successivamente anche le versioni berlina quattro porte, hatchback due porte, familiare due porte (denominata Marajó) e pick-up (denominata Chevy 500). La produzione si protrasse fino al 1994. Le Chevette parteciparono anche a gare automobilistiche della Dirt Track Series, che era un torneo dedicato al modello.
Disponibile con carrozzeria hatchback tre o cinque porte, la T1000 aveva installato un motore a benzina a quattro cilindri in linea da 1,4 L e da 1,6 L di cilindrata. Essi erogavano, rispettivamente 53 e 70 CV di potenza. La trazione era posteriore, mentre il motore era installato anteriore. Era montato di serie un cambio manuale a quattro rapporti, mentre era disponibile tra gli optional una trasmissione automatica a tre marce. Durante il periodo in cui fu commercializzata, venne anche offerto un cambio manuale a cinque rapporti.
La T1000 fu la più economica (come consumi) e la più piccola vettura mai prodotta dalla Pontiac. All'epoca del lancio, il modello era la vettura americana più leggera in circolazione. La Pontiac dichiarò che il raggio di sterzata della T1000 era tra i più piccoli al mondo. La casa automobilistica citata definì il proprio modello come un'auto internazionale nel design e nelle caratteristiche.
Il modello venne assemblato a Wilmington, Atlanta e São Caetano do Sul.

### Lo sviluppo del modello durante gli anni

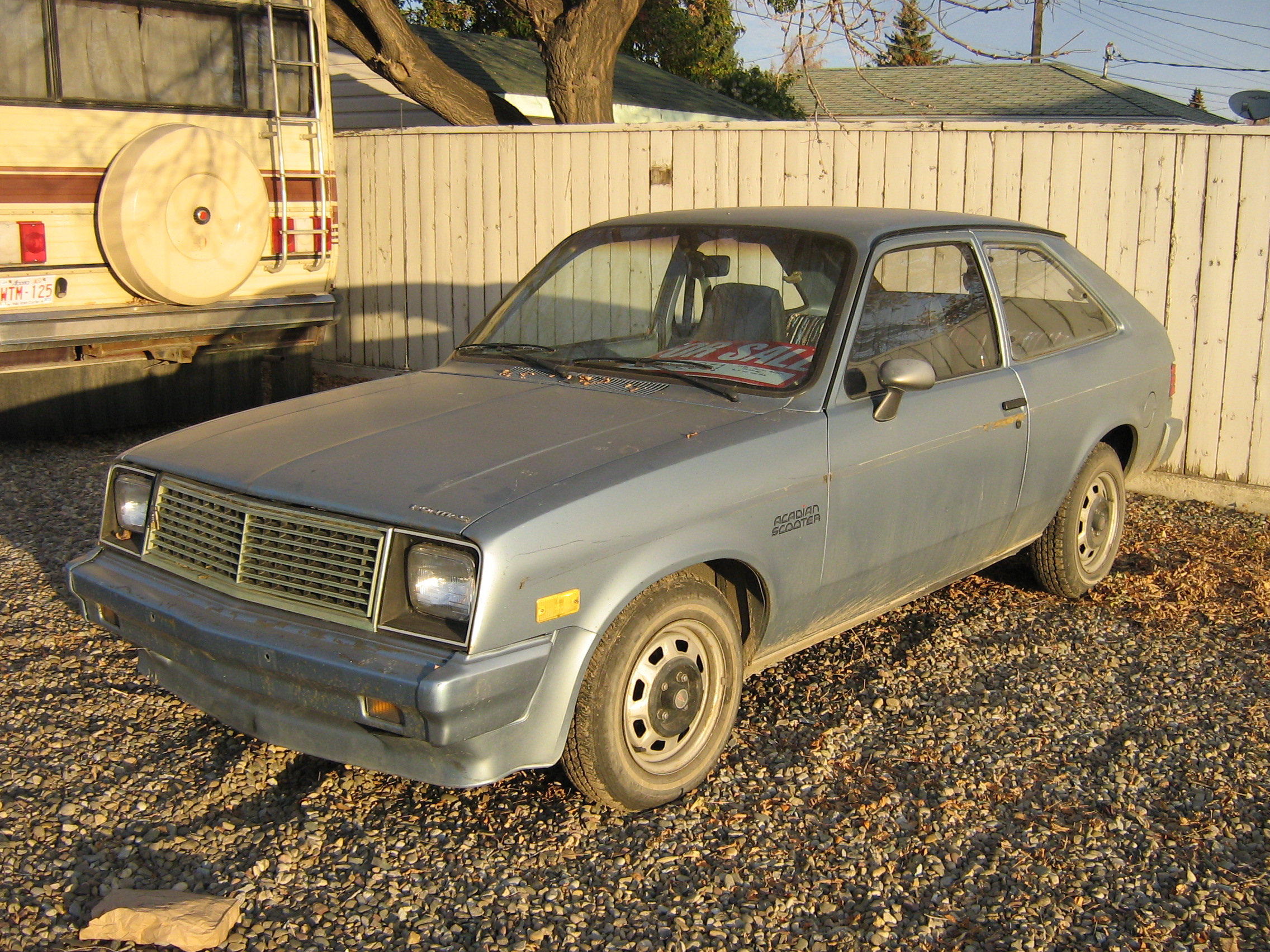
Una Pontiac Acadian del 1986

Il 1981 fu il primo anno della T1000. I modelli con motore a benzina commercializzati negli Stati Uniti ebbero in dotazione un computer di bordo che gestiva i propulsori. La Gestione elettronica della tempistica di accensione delle candele fu montata sui modelli del 1981 solo in sostituzione della gestione manuale dell'anticipo. Un nuovo design della testata, che ora comprendeva un condotto ad alta turbolenza, fu applicato con l'obbiettivo di incrementare la coppia e di limitare il consumo di carburante. La T1000 condivideva tutti i lamierati con la Chevette, ed era caratterizzata da una calandra e da alloggiamenti dei fari anteriori con bordi cromati e parte interna nera, oltre che da finestrini con bordi cromati e neri. Il servosterzo era offerto tra gli optional, ma solo per i modelli con cambio automatico e aria condizionata. Il rapporto finale era di 3,36. Furono introdotti dei nuovi sedili singoli più leggeri che erano sprovvisti del supporto inferiore. Quest'ultimo era presente invece nei modelli che erano dotati dei più pesanti sedili con intelaiatura integrale.
La T1000 aveva una calandra specifica e delle modanature uniche. Erano offerti, tra gli optional, dei cerchioni in lega sportivi. Nel 1982, sui modelli a due porte con motore a benzina, era offerto un cambio manuale a cinque rapporti. Esso era offerto di serie sui modelli con motore Diesel.
L'introduzione del sistema A.I.R. azionato a pompa negli ultimi esemplari sostituì il sistema P.A.I.R. con l'obbiettivo di aumentare l'efficienza del convertitore catalitico. Un nuovo convertitore catalitico fu introdotto, insieme ad un rinnovato sistema di aspirazione, con l'obbiettivo di aumentare l'apporto di aria. L'aria aggiuntiva proveniva dalla pompa. Un nuovo cielo in cartone con nuova plafoniera andò a sostituire il cielo in vinile.
Nel 1983 molte parti cromate vennero sostituite da componenti di colore nero. Le T1000 base avevano i paraurti ed i coprimozzi neri, mentre le versioni di punta li possedevano in tinta, con la possibilità di averli cromati su richiesta. Anche i sedili e gli interni in generale vennero aggiornati. Era disponibile tra gli optional il riproduttore di cassette. Ora tutti i modelli possedevano i pannelli delle portiere in plastica.
Nel 1984 la T1000 venne rinominata "1000". Nell'anno citato furono applicati aggiornamenti minori. Dal 1986 la 1000 ebbe in dotazione la terza luce di stop.
La produzione della 1000 terminò nel model year 1987. Il modello fu sostituito dalla LeMans nel model year 1988.